# Demografia de Bauru

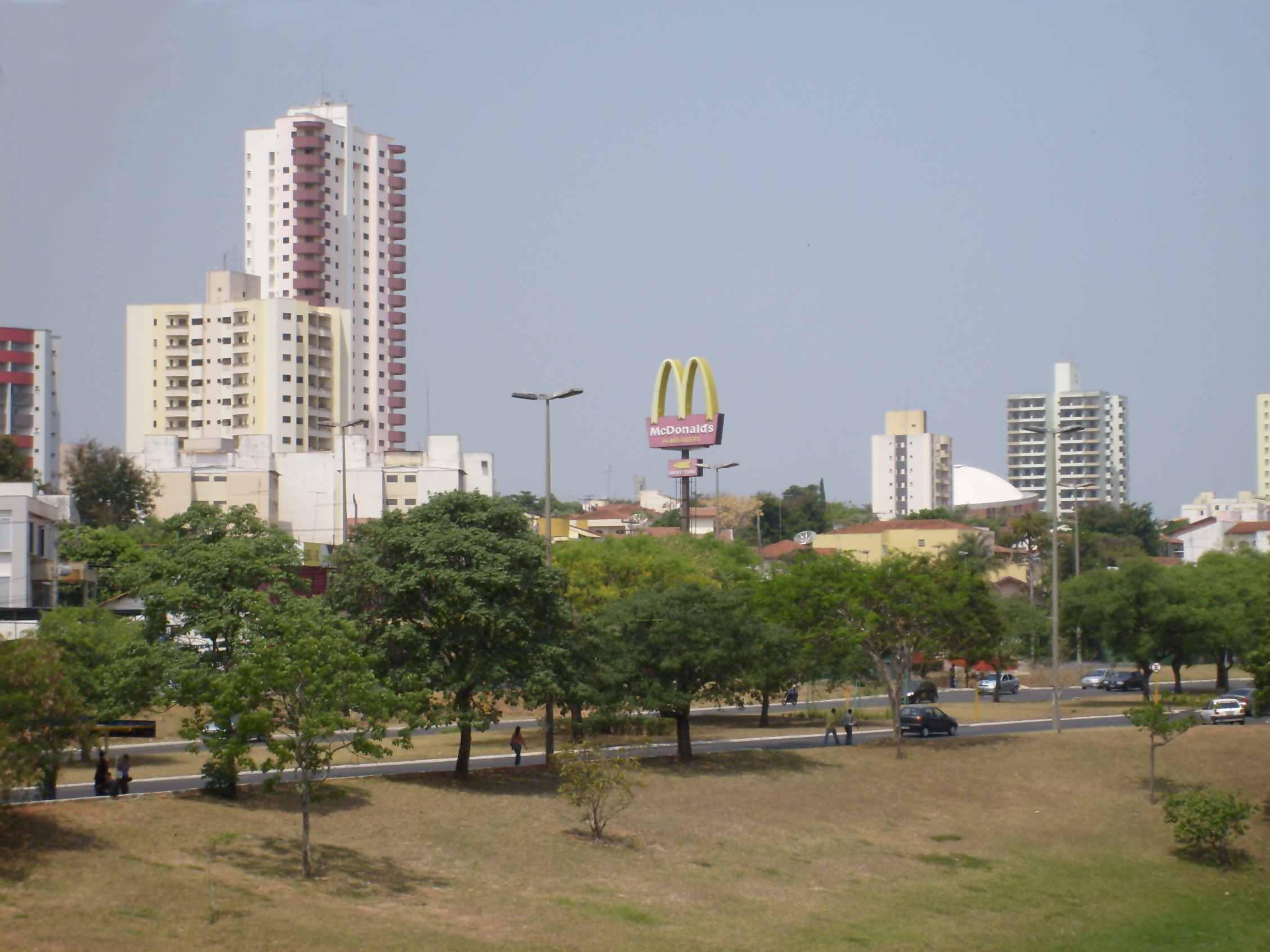
Avenida Nações Unidas na altura do Parque Vitória-Régia.

A Demografia de Bauru é domínio de estudos e conhecimentos sobre as características demográficas do município de Bauru, localizado no interior paulista.

## População
Em 2010, a população do município foi contada pelo Instituto Brasileiro de Geografia e Estatística (IBGE) em 344 039 habitantes, sendo o décimo oitavo mais populoso do estado de São Paulo e apresentando uma densidade populacional de 510,83 habitantes por km². Segundo o censo de 2010, 166 692 habitantes eram homens e 177 347 habitantes eram mulheres. Ainda segundo o mesmo censo, 338 891 habitantes viviam na zona urbana e 5 148 na zona rural.

## IDH e Gini
O Índice de Desenvolvimento Humano Municipal (IDH-M) de Bauru, considerado elevado pelo Programa das Nações Unidas para o Desenvolvimento (PNUD), é de 0,825, sendo o 47° maior de todo estado de São Paulo. Considerando apenas a educação o índice é de 0,908 (muito elevado), enquanto o do Brasil é 0,849; o índice da longevidade é de 0,758 (o brasileiro é 0,638); e o de renda é de 0,810 (o do país é 0,723).
O coeficiente de Gini, que mede a desigualdade social, é de 0,43, sendo que 1,00 é o pior número e 0,00 é o melhor. A incidência da pobreza, medida pelo IBGE, é de 14,01%, o limite inferior da incidência de pobreza é de 9,68%, o superior é de 18,34% e a incidência da pobreza subjetiva é de 9,37%.

## Religião

### Evangélicos
Bauru é conhecida  como celeiro de profetas, na cidade se encontra uma base forte da Igreja do Evangelho Quadrangular com 58 igrejas ativas cujo atual presidente  e prata da casa Pastor, atual Deputado Federal  Mario de Oliveira.[carece de fontes?]

### Protestantismo
Bauru conta com diversas denominações religiosas do protestantismo considerado tradicional, entre elas a Igreja Metodista, a Igreja Presbiteriana e a Igreja Batista.

### Catolicismo

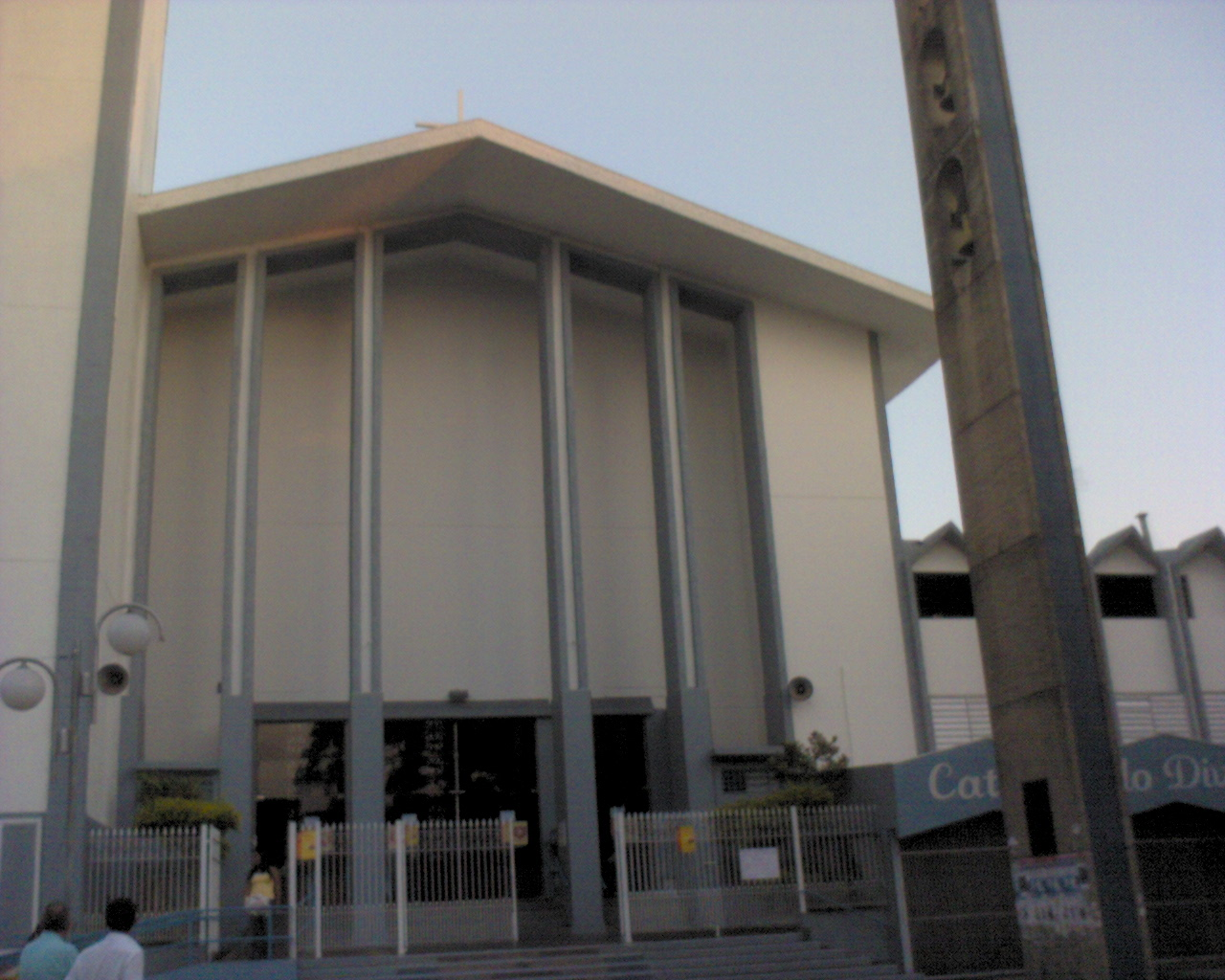
Igreja Matriz Catedral do Divino Espírito Santo.

É o município sede da Diocese de Bauru, tendo como Bispo Dom Caetano Ferrari. A Diocese de Bauru foi criada no dia 15 de fevereiro de 1964, por determinação da Bula Christi Gregis, emitida pelo papa Paulo VI, no contexto histórico do Concílio Vaticano II, de difusão da Teologia da Libertação e reforço da preocupação social que deu novo rumo à Igreja Católica na América Latina.
Divino Espírito Santo, é o padroeiro do município e da Igreja Matriz Catedral do Divino Espírito Santo, onde está localizado a Cátedra Episcopal.
Atualmente, fazem parte da Diocese de Bauru 14 municípios: Agudos, Arealva, Avaí, Bauru, Boraceia, Cabrália Paulista, Duartina, Fernão, Gália, Iacanga, Lucianópolis, Paulistânia, Pederneiras e Piratininga. A Diocese de Bauru possui 41 paróquias, divididas em sete Regiões Pastorais (RPs). Sua população é de aproximadamente 450 mil pessoas.
Bispos da Diocese de Bauru, desde sua fundação:
Dom Caetano Ferrari (desde 15 de abril de 2009); Dom Luiz Antonio Guedes (2001-2009); Dom Aloysio José Leal Penna (1990-2001); Dom Cândido Padin (1970-1990); Dom Vicente Ângelo Marchetti Zioni (1964-1968).

### Espiritismo
Bauru abriga a doutrina espírita há algumas décadas através de centros espíritas desde meados da década de 20. O Centro Espírita Amor e Caridade que é uma das mais antigas e ainda atuantes instituições filantrópicas de Bauru e do Brasil, com cerca de 900 voluntários que dedicam seu tempo extra a diversas atividades sociais que já chegaram a ser reconhecidas com o prêmio Bem Eficiente de 1998 e 2003, prêmio este que demonstra um pouco da determinação e seriedade das pessoas envolvidas neste trabalho filantrópico.

### Judaísmo
Bauru conta com uma pequena coletividade judaica, composta por algumas dezenas de famílias, em parte hoje constituídas por casamentos mistos. Há notícias de judeus residentes no município desde o início do século XX, com destaque para imigrantes asquenazim da Europa do Leste (Rússia e Polônia), mas também sefaradim da Bulgária e Itália. Sua ocupação preferencial são o comércio e as profissões liberais. Segundo dados do IBGE, todos os Recenseamentos nacionais realizados no século XX registraram a presença judaica no município de Bauru. A articulação comunitária, entretanto, parece ter sido sempre pequena, à exceção de celebrações coletivas de Pessach nos anos 1980 e a ida de alguns jovens, em aliyah, para Israel.

### Tenrikyo
Bauru é sede nacional e sul-americana do Templo Tenrikyo, religião de origem japonesa.

### Islamismo
Bauru tem uma comunidade muçulmana constituída principalmente por imigrantes provindos de países árabes, como Síria, Jordânia e Territórios Ocupados por Israel (Palestina), que em grande parte exercem atividades comerciais no município. 

### Fé Bahá'í
Um núcleo inicial de seguidores da Fé Bahá'í radicou-se no município de Bauru no final da década 1970, tomando impulso nos anos seguintes. Os primeiros missionários bahais a se fixarem em Bauru eram membros da família Malkin, de imigrantes norte-americanos. A religião, de origem persa e difusão mundial, desde então esteve representada em Bauru por algumas dezenas de seguidores, uma casa de oração e um círculo de estudos dos escritos do seu fundador, o profeta Bahá'u'lláh.